# 香积寺善导塔
34°07′30″N 108°53′16″E / 34.12500°N 108.88778°E
香积寺善导塔位于中华人民共和国陕西省西安市长安区郭杜街道香积寺内，2001年被列为第五批全国重点文物保护单位。
香积寺是佛教净土宗的发源地，始建于唐神龙二年（706年），现存清代大殿一座和唐代砖塔两座。唐塔中较大的一座即善导塔，为楼阁式砖塔，平面呈正方形，底边长9.5米，原有十三层，现存十层，高33米。